# Peñaflor de Hornija
Peñaflor de Hornija est une commune de la province de Valladolid dans la communauté autonome de Castille-et-León en Espagne.

## Sites et patrimoine
Les édifices les plus caractéristiques de la commune sont :
- Église paroissiale Santa María de la Expectacion
- Chapelle del Cristo de las Eras